# Critters 2
Critters 2 (tytuł oryg. Critters 2: The Main Course) – komediowy horror science-fiction z 1988 roku w reżyserii Micka Garrisa. Kontynuacja kultowego amerykańskiego horroru Critters z 1986 roku.

## Zarys fabuły
W poprzednim filmie z serii critty podstępnie złożyły jaja w starej stodole, po czym poszybowały w galaktyczną przestrzeń. Czyn ten skutkuje narodzinami kolejnego pokolenia crittów, które ponownie równają z ziemią miasteczko Grover's Bend.

## Obsada
- Scott Grimes: Brad Brown
- Don Keith Opper: Charlie McFadden
- Terrence Mann: Johnny Steele/Ug
- Roxanne Kernohan: Lee
- Sam Anderson: pan Morgan
- Barry Corbin: szeryf Harv
- Eddie Deezen: Hungry Heifer Manager
- Lin Shaye: Sal